# Angela Marinescu
Angela Marinescu (născută Basaraba-Angela Marcovici; n. 8 iulie 1941, Arad, România – d. 3 noiembrie 2023, București, România) a fost o poetă română.

## Biografie
Numele Angela Marinescu este un pseudonim, precum și Basaraba Matei. Este fiica lui Marius Marcovici, funcționar superior la Prefectura orașului Arad, și a Mariei (n. Martiș), profesoară de educație fizică și campioană națională la schi și la înot. Mama poetei era de origine ceangăiască. Marius Marcovici descinde din familia lui Simion Marcovici, important intelectual al Banatului, la care a poposit în peregrinările sale Mihai Eminescu. Este mama criticului și publicistului Alexandru Matei. Angela Marinescu a făcut gimnastică la sol (era cea mai bună din Arad), înot și volei. O tuberculoză gravă i-a marcat tinerețea, mai exact între 15 și 26 de ani. S-a decis să studieze medicina, absolvind în final Facultatea de Psihologie de la Universitatea din București (1972). A debutat cu poeme în revista „Tribuna” de la Cluj, în 1965, iar editorial, în 1969, cu volumul Sânge albastru.

## Volume
- Ceară (1970, semnat de Basaraba Matei)
- Poezii, 1974
- Poeme albe, 1978
- Structura Nopții, 1979
- Blindajul final, 1981
- Var, 1989
- Parcul, 1991[5]

- A publicat peste 15 volume de versuri. Cele mai recente sunt: Cocoșul s-a ascuns în tăietură (1996), Fugi postmoderne (2000), Îmi mănânc versurile (2003), Limbajul dispariției (2006), Întâmplări derizorii de sfârșit (2006) și Probleme personale (2009).[6]
- A publicat un volum de eseuri, Satul în care mă plimbam rasă în cap, 1996, precum și un Jurnal scris în a treia parte a zilei, 2004.

- În bibliografia sa, pe lângă poezie, mai figurează și câteva antologii editate în țară sau în străinătate, în limbile engleză, germană, poloneză.

Este prezentă cu poezii în:
- Streiflicht – Eine Auswahl zeitgenössischer rumänischer Lyrik (81 rumänische Autoren), - "Lumina piezișă", antologie bilingvă cuprinzând 81 de autori români în traducerea lui Christian W. Schenk, Dionysos Verlag 1994, ISBN 3-9803871-1-9

## Premii
- A primit numeroase premii, printre care premiul Nichita Stănescu în 1990 și premiul Uniunii Scriitorilor din România în 2000.

- În luna septembrie 2006, în cadrul unei ceremonii ce a avut loc în sala Teatrului Dramatic din Botoșani, i-a fost decernat Premiul Național de Poezie „Mihai Eminescu” pentru Opera Omnia. Totodată, Consiliul Local a hotărât să-i acorde laureatei titlul de „Cetățean de onoare al municipiului Botoșani”.

- Premiul „Gheorghe Crăciun” pentru Opera Omnia, pe anul 2015, decernat de Observator cultural.[7]
- Premiul special Scrisul sau Viața în 2022 la Gala Premiilor Sofia Nădejde pentru Literatură Scrisă de Femei[8]

## Distincții
- Ordinul național „Pentru Merit” în grad de Cavaler (1 decembrie 2000) „pentru realizări artistice remarcabile și pentru promovarea culturii, de Ziua Națională a României”[9]